# Jeff Tarango
Jeffrey Gail (Jeff) Tarango (Manhattan Beach, 20 november 1968) is een voormalig Amerikaanse tennisspeler die tussen 1989 en 2003 als prof uitkwam op de ATP-tour.
Tarango was vooral in het dubbelspel succesvol met veertien ATP-toernooizeges. In 1999 verloor Tarango aan de zijde van Goran Ivaniševićde dubbelspelfinale van Roland Garros met 2-6, 5-7 van het Indische duo Mahesh Bhupathi/Leander Paes.
In het enkelspel wist Tarango twee ATP-titels op zijn naam te schrijven door de toernooien van Tel Aviv en ATP Wellington in 1992 te winnen.
Tijdens het toernooi van Wimbledon in 1995 werd Tarango gediskwalificeerd na een confrontatie met umpire Bruno Rebeuh
Tarango speelde voor zijn profcarrière college-tennis in de Verenigde Staten voor de Stanford-universiteit.

## Finales

### Enkelspel
| Legenda                       | Legenda               |
| ----------------------------- | --------------------- |
| Grand Slam                    |                       |
| Olympische Spelen             |                       |
| tot 2009                      | vanaf 2009            |
| Tennis Masters Cup            | ATP Finals            |
| ATP Masters Series            | ATP Tour Masters 1000 |
| ATP International Series Gold | ATP Tour 500          |
| ATP International Series      | ATP Tour 250          |

| Nr.              | Datum             | Toernooi       | Ondergrond | Tegenstander in finale | Score            | Details |
| ---------------- | ----------------- | -------------- | ---------- | ---------------------- | ---------------- | ------- |
| Gewonnen finales |                   |                |            |                        |                  |         |
| 1.               | 5 januari 1992    | ATP Wellington | Hardcourt  | Alexander Volkov       | 6-1, 6-0, 6-3    | Details |
| 2.               | 18 oktober 1992   | ATP Tel Aviv   | Hardcourt  | Stephane Simian        | 4-6, 6-3, 6-4    | Details |
| Verloren finales |                   |                |            |                        |                  |         |
| 1.               | 21 augustus 1988  | ATP Livingston | Hardcourt  | Andre Agassi           | 2-6, 4-6         | Details |
| 2.               | 21 april 1991     | ATP Seoel      | Hardcourt  | Patrick Baur           | 4-6, 6-1, 7-6(5) | Details |
| 3.               | 18 september 1994 | ATP Bordeaux   | Hardcourt  | Wayne Ferreira         | 0-6, 5-7         | Details |
| 4.               | 1 augustus 1999   | ATP Umag       | Gravel     | Magnus Norman          | 2-6, 4-6         | Details |

### Dubbelspel
| Nr.                           | Datum             | Toernooi              | Ondergrond    | Partner          | Tegenstanders in finale           | Score               | Details |
| ----------------------------- | ----------------- | --------------------- | ------------- | ---------------- | --------------------------------- | ------------------- | ------- |
| Gewonnen finales heren dubbel |                   |                       |               |                  |                                   |                     |         |
| 1.                            | 30 april 1995     | ATP Seoel             | Hardcourt     | Sébastien Lareau | Joshua Eagle Andrew Florent       | 6-3, 6-2            | Details |
| 2.                            | 23 juli 1995      | ATP Washington        | Hardcourt     | Olivier Delaître | Petr Korda Cyril Suk              | 1-6, 6-3, 6-2       | Details |
| 3.                            | 17 september 1995 | ATP Boekarest         | Gravel        | Mark Keil        | Cyril Suk Daniel Vacek            | 6-4, 7-6            | Details |
| 4.                            | 14 juli 1996      | ATP Båstad            | Gravel        | David Ekerot     | Joshua Eagle Peter Nyborg         | 6-4, 3-6, 6-4       | Details |
| 5.                            | 15 september 1996 | ATP Boekarest         | Gravel        | David Ekerot     | David Adams Menno Oosting         | 7-6, 7-6            | Details |
| 6.                            | 15 november 1998  | ATP Moskou            | Tapijt (i)    | Jared Palmer     | Jevgeni Kafelnikov Daniel Vacek   | 6-4, 6-7(2), 6-2    | Details |
| 7.                            | 17 januari 1999   | ATP Auckland          | Hardcourt     | Daniel Vacek     | Jiří Novák David Rikl             | 7-5, 7-5            | Details |
| 8.                            | 14 februari 1999  | ATP St. Petersburg    | Tapijt(i)     | Daniel Vacek     | Menno Oosting Andrei Pavel        | 3-6, 6-3, 7-5       | Details |
| 9.                            | 18 april 1999     | ATP Tokio             | Hardcourt     | Daniel Vacek     | Wayne Black Brian MacPhie         | 4-3 opgave          | Details |
| 10.                           | 11 juli 1999      | ATP Båstad            | Gravel        | David Adams      | Nicklas Kulti Mikael Tillström    | 7-6(6), 6-4         | Details |
| 11.                           | 19 september 1999 | ATP Bournemouth       | Gravel        | David Adams      | Michael Kohlmann Nicklas Kulti    | 6-3, 6-7(5), 7-6(5) | Details |
| 12.                           | 3 oktober 1999    | ATP Toulouse          | Hardcourt (i) | Olivier Delaître | David Adams John-Laffnie de Jager | 3-6, 7-6(2), 6-4    | Details |
| 13.                           | 26 november 2000  | ATP Brighton          | Hardcourt (i) | Michael Hill     | Paul Goldstein Jim Thomas         | 6-3, 7-5            | Details |
| 14.                           | 15 april 2001     | ATP Casablanca        | Gravel        | Michael Hill     | Pablo Albano David Macpherson     | 7–6(2), 6–3         | Details |
| Verloren finales heren dubbel |                   |                       |               |                  |                                   |                     |         |
| 1.                            | 19 juni 1994      | ATP Sankt Pölten      | Gravel        | Adam Malik       | Vojtech Flegl Andrew Florent      | 3-6, 6-1, 6-4       | Details |
| 2.                            | 13 april 1997     | ATP Hongkong          | Hardcourt     | Karsten Braasch  | Martin Damm Daniel Vacek          | 3-6, 4-6            | Details |
| 3.                            | 18 januari 1998   | ATP Auckland          | Hardcourt     | Tom Nijssen      | Patrick Galbraith Brett Steven    | 4-6, 2-6            | Details |
| 4.                            | 2 augustus 1998   | ATP Los Angeles       | Hardcourt     | Daniel Vacek     | Patrick Rafter Sandon Stolle      | 4-6, 4-6            | Details |
| 5.                            | 5 juni 1999       | Roland Garros         | Gravel        | Goran Ivanišević | Mahesh Bhupathi Leander Paes      | 2-6, 5-7            | Details |
| 6.                            | 16 januari 2000   | ATP Auckland          | Hardcourt     | Olivier Delaître | Ellis Ferreira Rick Leach         | 5-7, 4-6            | Details |
| 7.                            | 15 oktober 2000   | ATP Tokio             | Hardcourt     | Michael Hill     | Mahesh Bhupathi Leander Paes      | 4-6, 7-6(1), 3-6    | Details |
| 8.                            | 18 februari 2001  | ATP Marseille         | Hardcourt (i) | Michael Hill     | Julien Boutter Fabrice Santoro    | 6-7(5), 5-7         | Details |
| 9.                            | 15 juli 2001      | ATP Gstaad            | Gravel        | Michael Hill     | Roger Federer Marat Safin         | 1–0 opgave          | Details |
| 10.                           | 22 juli 2001      | ATP Stuttgart outdoor | Gravel        | Michael Hill     | Guillermo Cañas Rainer Schüttler  | 6-4, 6-7(1), 4-6    | Details |
| 11.                           | 7 oktober 2001    | ATP Moskou            | Hardcourt (i) | Mahesh Bhupathi  | Maks Mirni Sandon Stolle          | 3-6, 0-6            | Details |
| 12.                           | 21 oktober 2001   | ATP Stuttgart Indoor  | Hardcourt (i) | Ellis Ferreira   | Maks Mirni Sandon Stolle          | 6-7(0), 6-7(4)      | Details |

## Prestatietabel
| Legenda | Legenda                          |
| ------- | -------------------------------- |
| g.t.    | geen toernooi gehouden           |
| l.c.    | lagere categorie                 |
| –       | niet deelgenomen                 |
| G       | uitgeschakeld in de groepsfase   |
| 1R      | uitgeschakeld in de eerste ronde |
| 2R      | uitgeschakeld in de tweede ronde |
| 3R      | uitgeschakeld in de derde ronde  |
| 4R      | uitgeschakeld in de vierde ronde |
| KF      | uitgeschakeld in de kwartfinale  |
| HF      | uitgeschakeld in de halve finale |
| F       | de finale verloren               |
| W       | het toernooi gewonnen            |
| w-v     | winst/verlies-balans             |

### Prestatietabel grand slam, enkelspel
| Toernooi        | 1988 | 1989 | 1990 | 1991 | 1992 | 1993 | 1994 | 1995 | 1996 | 1997 | 1998 | 1999 | 2000 | 2001 |
| --------------- | ---- | ---- | ---- | ---- | ---- | ---- | ---- | ---- | ---- | ---- | ---- | ---- | ---- | ---- |
| Australian Open | –    | 2R   | –    | 1R   | 2R   | 1R   | 1R   | 1R   | 2R   | 3R   | 1R   | 3R   | 1R   | 1R   |
| Roland Garros   | –    | –    | –    | 1R   | 2R   | 3R   | 2R   | 1R   | 3R   | 2R   | 2R   | 1R   | 1R   | –    |
| Wimbledon       | –    | 1R   | 1R   | 1R   | 1R   | 1R   | 1R   | 3R   | –    | 1R   | 2R   | 2R   | 2R   | –    |
| US Open         | 1R   | 3R   | 1R   | 2R   | 2R   | 1R   | 2R   | 1R   | 3R   | 3R   | 1R   | 1R   | 1R   | –    |

### Prestatietabel grand slam, dubbelspel
| Toernooi        | 1987 | 1988 | 1989 | 1990 | 1991 | 1992 | 1993 | 1994 | 1995 | 1996 | 1997 | 1998 | 1999 | 2000 | 2001 | 2002 | 2003 |
| --------------- | ---- | ---- | ---- | ---- | ---- | ---- | ---- | ---- | ---- | ---- | ---- | ---- | ---- | ---- | ---- | ---- | ---- |
| Australian Open | –    | –    | –    | –    | –    | –    | –    | –    | 1R   | 3R   | 1R   | 1R   | 2R   | 1R   | 3R   | 3R   | 1R   |
| Roland Garros   | –    | –    | –    | –    | –    | –    | –    | –    | 2R   | 2R   | 1R   | 2R   | F    | 1R   | HF   | 1R   | 1R   |
| Wimbledon       | –    | –    | –    | –    | –    | –    | –    | –    | 2R   | –    | 3R   | 2R   | 2R   | 2R   | 3R   | 1R   | 1R   |
| US Open         | 1R   | –    | –    | –    | –    | –    | –    | 2R   | 1R   | 3R   | 3R   | 1R   | 1R   | 3R   | 1R   | 2R   | 1R   |